# Орипавин
Орипавин — опиоид, основной метаболит тебаина. Является основой для многих синтетических опиоидов. Хотя по выраженности анальгезии орипавин сопоставим морфину, он не используется в медицине из-за низкого терапевтического индекса и высокой токсичности: в экспериментах на мышах и крысах, токсические дозы вызвали судороги с последующей смертью.
Орипавин имеет потенциал для наркотической зависимости, значительно больший, чем у тебаина, но немного меньше, чем у морфина.

## Легальность
В России орипавин входит в Список I Перечня наркотических средств, психотропных веществ и их прекурсоров, подлежащих контролю в Российской Федерации (оборот запрещён).